# Nowa Wola (województwo lubelskie)
Nowa Wola (do 1996 r. Ruskowola) – wieś w Polsce położona w województwie lubelskim, w powiecie lubartowskim, w gminie Serniki.
Największa wieś w gm. Serniki.
| SIMC    | Nazwa              | Rodzaj    |
| ------- | ------------------ | --------- |
| 1020832 | Czerniejów-Kolonia | część wsi |
| 0391012 | Marysin            | część wsi |
| 0391035 | Wygon              | część wsi |

W latach 1975–1998 miejscowość położona była w województwie lubelskim.
Wieś jest podzielona na dwa sołectwa Nowa Wola I i Nowa Wola II. Według Narodowego Spisu Powszechnego z roku 2011 wieś liczyła 960 mieszkańców.
Wierni Kościoła rzymskokatolickiego należą do parafii św. Marii Magdaleny w Sernikach.